# Batalla de Enmedio
La Batalla naval de isla de Enmedio (o isla del Medio) fue un enfrentamiento militar librado en 1814 entre las fuerzas realistas y patriotas, con victoria de las primeras.

## Antecedentes
A mediados de 1813, el capitán general Francisco José Montalvo y Ambulodi llegó a Santa Marta para reemplazar a Benito Pérez Brito, quien permanecía inactivo en Panamá. Hombre más diligente que su antecesor, Montalvo seguía careciendo de los recursos para recuperar la Nueva Granada. Los patriotas de Cartagena de Indias, que dominaban todo el curso del río Magdalena, decidieron quemar todos los pueblos ubicados en su orilla oriental, desde Sitio Nuevo (cerca de la desembocadura) hasta Cascajal, impidiendo a los monárquicos obtener los recursos como para internarse dentro de sus tierras. Los revolucionarios tampoco eran capaces de entrar en la provincia de Santa Marta, donde existían muchas guerrillas monárquicas.
En tanto, la guerra entre cartageneros y samarios no cesaba, con el gobierno de la primera ciudad ordenando una nueva expedición. Los patriotas habían atacado sin éxito los pueblos de Jagua y Pibija antes de acampar en una isla. De este modo podían seguir manteniendo el bloqueo sobre Pueblo Viejo y dominando la Ciénaga Grande, lo que dificultaba el abastecimiento de Santa Marta, pues de esas aguas conseguían pescado y de las orillas plátanos, maíz y otros alimentos.
En consecuencia, Montalvo ordenó a su ayudante, Ignacio La Ruz, recibió la orden de construir bongos de guerra, pues ellos sólo tenían uno, con la ayuda de los pueblos de San Juan Bautista como de Pueblo Viejo, que colaboraron voluntariamente por ser fervientes realistas, creándose un bongo armado con una pieza de 24 libras, tres con una pieza de 12 libras cada uno y el resto con una pieza de 4 libras cada uno según González Chaves; en cambio, el historiador y militar colombiano Camilo Riaño afirma que fueron un bongo con una pieza de 24 libras, otro con una de 18, otro con una de 12, dos con una de 8 cada uno, uno con una de 6 y dos con una de 1 libra cada uno. La Ruz era capitán y el comandante interino del pueblo de San Juan Bautista. El gobernador de Santa Marta, brigadier Pedro Ruiz de Porras, se trasladó al pueblo personalmente y animó a los habitantes a dar sus maderas, trabajo y cuanto pudieran en la construcción. Luego, los indios de las localidades sirvieron como tripulaciones y soldados de las embarcaciones, practicando por algunos días las maniobras necesarias.

## Combate
Al atardecer del 27 de marzo de 1814, con la flota lista, La Ruz salió a buscar la flotilla enemiga, sorprendiendo a su tripulación acampando en la orilla de una isla llamada Enmedio, en la Ciénaga Grande. Estos barcos estaban acompañados de transportes que llevaban a las tropas y vituallas.  Al amanecer siguiente paso la barra de la Ciénaga Grande, los realistas atacaron, encontrando a la escuadra enemiga formada en línea y con su izquierda apoyada en un banco de ostras, sin embargo, la mayoría de los tripulantes seguían en la orilla durmiendo. Se dieron cuenta de la venida de sus enemigos cuando escucharon el grito de: «¡Viva el Rey!», pronunciado por las tripulaciones monárquicas. Montalvo afirma que aunque los republicanos fueron inicialmente sorprendidos, no se acobardaron a la primera descarga y su comandante, un capitán mulato llamado N. Núñez, rápidamente formó su línea, pues todos sus bongos tenían cañones de grueso calibre, e intentó contener la ruptura que se produjo en 15 minutos. La Ruz cortó la línea patriota y envió su izquierda con sus barcos y canoas mientras dos barcos de guerra persiguieron a la derecha revolucionaria, que huyó a Riofrío. José Manuel Restrepo considera que la resistencia presentada por los patriotas fue breve y débil, algo que no coincide con el relato de Montalvo.
Toda la flota, excepto un bongo, no pudo escapar y fue capturada, siendo llevada a San Juan Bautista. Feliciano Montenegro Colón dice que el número de patriotas muertos en la batalla fue bajo, mientras que Mariano Torrente que fue alto, aunque no menciona nada de la masacre posterior.
Según el historiador Nicolás González Chaves, para las 09:30 horas, la flota de guerra cartagenera había sido capturada con 4 transportes, 16 piezas de artillería y 175 prisioneros, sin embargo, 135 de ellos fueron asesinados por los vencedores, como el comandante Núñez, quien murió a manos de los indios de San Juan Bautista en presencia de Ruiz de Porras en cuanto fue desembarcado. Con su presencia, Ruiz de Porras legitimó el degollamiento, que se debía a los vejámenes que habían padecido los samarios a manos del coronel Pierre Labatut el año anterior, y que los cartageneros habían prometido ceder todas las propiedades de los realistas a cualquier extranjero que luchara contra ellos. En cambio, el capitán general Francisco Montalvo no da un número de cañones capturados, pero menciona que eran piezas de 12, 18 y 24 libras, junto a 304 prisioneros. También se tomaron 200 fusiles 141 lanzas, 656 balas de cañón y muchos pertrechos que fueron enviados a Santa Marta. El historiador José Manuel Groot respeta los números dados por Montalvo.

## Consecuencias
Por tercera vez, las fuerzas revolucionarias eran rechazadas en un intento serio de invadir Santa Marta. Esto dio nuevos ánimos a los samarios, que rechazaron pequeños ataques contra pueblos ubicados en las orillas del Magdalena y recibieron felicitaciones de las autoridades peninsulares. Fue entonces que, justo cuando parecía que los cartageneros abandonaban toda tentativa de intentar invadir Santa Marta, llegó la noticia que más animó a los realistas, la liberación de Fernando VII de España.
Para el bando revolucionario, la derrota significó la cancelación de los planes del comandante del Magdalena, coronel Miguel Carabaño, de lanzar una ofensiva contra Santa Marta, debiendo quedar a la defensiva, sufriendo sus tropas de falta de recursos que responsabilizaron al vicepresidente cartagenero Gabriel Gutiérrez de Piñeres. De hecho, Carabaño temía que aquel hombre lo removiera del mando y le reemplazara con Labatut, así que incentivado en secreto por el presidente cartagenero Manuel Rodríguez Torices planeó amotinarse, derrocar al vicepresidente y sus partidarios y nombrar como dictador al presidente. Viajó al cuartel de Soledad, reunió a sus jefes, seleccionó a los más fieles y les hizo jurar apoyarlo. Luego eligió a 800 infantes para la misión de Sabana Larga a Turbaco para acercarse a Cartagena, pero fue reprobado por el coronel Luis de Rieux, a quien decide apartar poniendo a cargo de la línea del Magdalena entre Sabanilla y el Peñón (cerca de Mompox), formada por 1.400 soldados. Sin embargo, esto no impidió que los partidarios de Gutiérrez de Piñeres de enteraran de sus acciones y obligaran a Rodríguez Torices a condenar su comportamiento públicamente el 25 de mayo. Al saberlo, Carabaño se quedó cerca de Turbaco unos días, pero al considerar imposible tomar la plaza regresó al Magdalena. En el camino se adelantó con su Estado Mayor y entró en la villa de San Estanislao, donde un grupo de partidarios de Gutiérrez de Piñeres los arrestaron y despacharon a Cartagena, acabando con el motín.
Carabaño fue reemplazado con el coronel Manuel Cortés Campomanes, quien reorganizó a sus tropas, mientras que Rodríguez Torices, ante tal situación, fue revestido de poderes extraordinarios. Poco después, Cortés Campomanes fue reemplazado por el coronel Manuel del Castillo y Rada, quien mandaba una fuerza de 3.000 efectivos y 22 barcos de guerra.
El capitán La Ruz siguió operativo y el 3 de abril de 1815 cruzó los ríos Cesar y Magdalena de forma fulminante, asaltando el pueblo de Peñón, capturando un bongo armado y otras embarcaciones menores y quemando la localidad al retirarse.